# Diga di Yayladağı
La diga di Yayladağı è una diga della Turchia. Si trova nella provincia di Hatay.